# Ceraturgus similis
Ceraturgus similis là một loài ruồi trong họ Asilidae. Ceraturgus similis được Johnson miêu tả năm 1912. Loài này phân bố ở vùng Tân Bắc giới.